# Нефтепровод Усть-Балык — Омск
Нефтепровод Усть-Балык — Омск — магистральный нефтепровод, соединяющий промыслы Западно-Сибирского нефтегазоносного бассейна с Омским нефтеперерабатывающим заводом, первый из нефтепроводов, построенных для эффективной транспортировки тюменской нефти к местам переработки и на экспорт.

## Решение о строительстве
Месторождения тюменской нефти находятся в труднодоступных районах, в непроходимой тайге, поэтому вывоз продукции с них первоначально осуществлялся речным флотом, нефтеналивными баржами. Однако навигация на сибирских реках возможна только 6 месяцев в году, поэтому необходимо было другое решение по транспортировке.
Решение о строительстве первых нефтепроводов «Усть-Балык — Омск» и «Шаим--Тюмень» было принято правительством Советского Союза в декабре 1963 года.
25 января 1964 года в Тюменском обкоме КПСС председатель Госплана СССР Н. К. Байбаков провёл расширенное совещание по проекту строительства, поставив задачу определить его ориентировочную стоимость. Несмотря на то, что на момент совещания были известны только предварительно определенные в Гипротрубопроводе диаметры нефтепроводов, их ориентировочная протяженность и примерная характеристика трасс, установленные в результате разработок возможных маршрутов по топографическим картам, всего за сутки расчетная группа выдала предварительную смету, составив ее с поразительной точностью. Стоимость нефтепровода «Усть-Балык — Омск» предварительно была определена в 175 млн руб., а конечная проектная стоимость составила 206 млн руб., включая 5 млн руб., которые были добавлены по просьбе Тюменского обкома КПСС для нужд области.

## Проектно-изыскательские работы
Проектные и изыскательские работы были осложнены беспрецедентной для Тюменской области 1000-километровой протяженностью трассы и сложной топографией. На трассе будущего нефтепровода располагалось большое количество болот, рек (в том числе крупных — Юганская Обь, Иртыш), их пойм, заливаемых весенними паводками, обводненных участков трассы. От города Тобольска нужно было обеспечить общий коридор просеки для идущих в одном направлении с нефтепроводом «Усть-Балык — Омск» железной дороги и ЛЭП-500 «Тюмень — Сургут».
В ходе работ проектировщики под руководством главного инженера М. С. Кудасевича приняли решение об увеличении диаметра трубопровода до 1020 мм вместо запланированных ранее 720 или 820 мм, что позволяло увеличить мощность прокачки с 22 до 47-50 млн тонн в год. Это решение Кудасевич предложил, оценив растущие объемы добычи в Среднем Приобье.
Невзирая на сложности, коллектив проектного института «Гипротрубопровод» закончил работу в ноябре 1964 года, 31 декабря того же года он был рекомендован к утверждению Госстроем СССР и передан для утверждения в Совет Министров СССР. 9 марта 1965 года Президиум Совета Министров СССР и председатель правительства А. Н. Косыгин утвердили проект в расширенной версии М. С. Кудасевича, дав указание немедленно приступить к его осуществлению с последующим увеличением производительности нефтепровода.
Изыскательские работы проводились зимой 1964—1965 года, когда таёжные болота и реки скованы льдом. К весне они были завершены, параллельно изысканиям велась разработка рабочей документации. Многие сотрудники института работали «вторую смену» без указаний руководства, что позволило уже в середине 1965 года приступить к непосредственному строительству магистрали.

## Строительство
Северное плечо нефтепровода начали прокладывать отряды строителей, пришедших с трубопровода «Шаим — Тюмень»: осенью 1965 г., при первых морозах, они начали прорубать просеку и за одну зиму (к концу лета 1966 г.) завершили ее, пройдя 266 км до Демьянского, где создавался временный пункт налива нефти в баржи: причальное хозяйство, дополнительные емкости на базе местной нефтебазы, построить станцию перекачки. На таком решении настоял первый секретарь Уватского райкома партии Владимир Иванович Рыбкин. После форсированной прокладки участка от Усть-Балыка до Демьянского пункт перекачки сокращал речную транспортировку по Иртышу до Омска на 700 км. -- две трети пути от Усть-Балыка до Демьянского по Оби и Иртышу протяжённостью более чем в 1000 километров.  Благодаря этому решению до полного завершения строительства трубопровода из Демьянского по реке было отправлено более полумиллиона тонн усть-балыкской нефти.
Во второй половине 1966 г. строительно-монтажные работы велись на всей трассе трубопровода, началась прокладка дюкеров под реками Иртыш у сел Вагай и Красноярка и Юганская Обь.
29 марта 1967 г. «Тюменская правда» сообщила о завершении прокладки дюкера под Юганской Обью. 27 августа того же года «Советская Россия» сообщила, что у села Абатское сварен последний стык, таким образом 964 км основного трубопровода диаметром 1020 мм и 27 км подводящего нефтепровода диаметром 720 мм от Нефтеюганска с переходом р. Юганская Обь и ее поймы сварены в одну нитку. При этом пройдено 203 километра труднопроходимых, не промерзающих даже зимой болот, форсировано 85 больших и малых водных преград.
Необходимо было ускорить строительство насосных станций, без которых работа нефтепровода невозможна. Головная станция «Остров» возле Нефтеюганска была пущена в срок, а к станции «Вагай» не удалось подвести линию электропередачи мощностью 110 кВ, поэтому возле нее была сооружена временная дизельная электростанция. Строились также насосные станции Каркатеевы, Демьянское, Абатское.
Пуск нефтепровода был осуществлен досрочно, 30 октября 1967 года, к 50-летию Великой Октябрьской революции. На пуске присутствовали министр газовой промышленности А. К. Кортунов и первый секретарь Тюменского обкома КПСС Б. Е. Щербина. Сначала они посетили Нефтеюганск, затем на двух самолётах вылетели в Омск. Тюменская нефть пришла на Омский НПЗ и получила выход в систему транссибирских нефтепроводов Туймазы — Уфа — Омск — Новосибирск — Красноярск — Иркутск.
31 октября 1967 г.  А.К. Кортунов вручил символический ключ от нефтепровода директору Омского НПЗ В.А. Рябову.

## Награды
За самоотверженный труд при сооружении нефтепровода «Усть-Балык - Омск» Указом Президиума Верховного Совета СССР от 23 августа 1968 г. орденами и медалями были награждены 199 человек, в том числе орденом Ленина - 7 человек (включая главного инженера проекта Мечислава Станиславовича Кудасевича), орденом Трудового Красного Знамени - 22, орденом «Знак Почета» - 72, медалью «За трудовую доблесть» - 48 и медалью «За трудовое отличие» - 50 человек.

## Развитие мощности и модернизация
После  ввода в эксплуатацию четырех насосных станций - Каркатеевы, Демьянское, Вагай и Абатское - первая очередь строительства была завершена, мощность нефтепровода достигла 22 млн. т в год. Одновременно началось сооружение второй очереди и строительство дополнительных насосных станций,  чтобы вывести производительность перекачки  на  47-50 млн. т в год.
1 мая 1969 года к нефтепроводу была подключена нитка от Самотлора.